# Vela nos Jogos Olímpicos de Verão de 1928 - 8 Metre
As provas da classe 8 Metre da vela nos Jogos Olímpicos de Verão de 1928 ocorreram entre 2 e 9 de agosto daquele ano no Golfo de Zuiderzê, nos Países Baixos. O programa compunha sete regatas. Para esta classe, houve 45 velejadores, em 8 barcos, de 8 nações inscritas.

## Calendário
| ● | Competições desportivas | ● | Finais |

| 8 Metre                   | ● | ● | ● | ● | Dia de descanso | ● | ● | ● |
| Total de medalhas de ouro |   |   |   |   |                 |   |   | 1 |

## Configuração do curso
O percurso na figura a seguir foi usado durante as regatas olímpicas de 8 Metre de 1928 em todas as regatas:

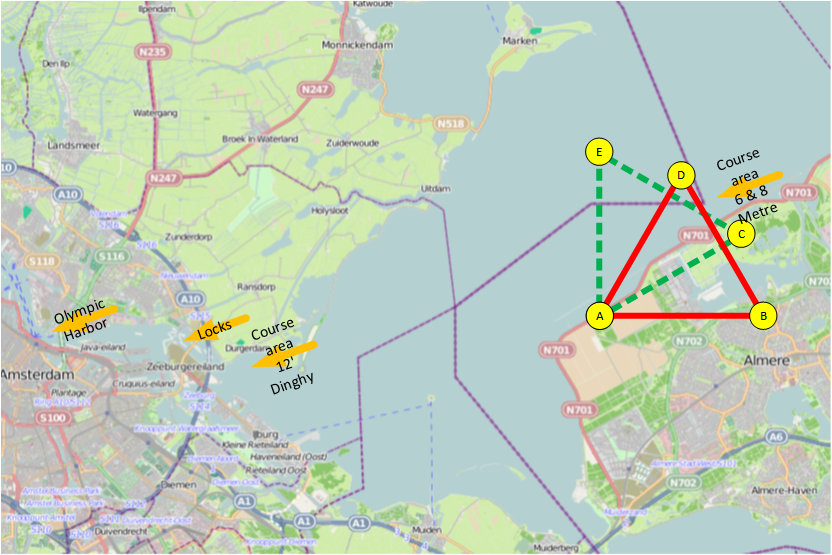
Área do curso

## Medalhistas
O grupo francês Donatien Bouché, André Derrien, Virginie Hériot, André Lesauvage, Jean Lesieur e Carl de la Sablière finalizou a competição em primeiro lugar, conquistando a medalha de ouro. A prata firmou-se com os neerlandeses Johannes van Hoolwerff, Lambertus Doedes, Hendrik Kersken, Cornelis van Staveren, Gerard de Vries Lentsch e Maarten de Wit. Por fim, a medalha de bronze ficou com a equipe sueca Clarence Hammar, Tore Holm, Carl Sandblom, John Sandblom, Philip Sandblom e Wilhelm Törsleff.
|  | FRA França                                                                                     |  | NED Países Baixos |  | SWE Suécia                                                                             |
|  | Donatien Bouché André Derrien Virginie Hériot André Lesauvage Jean Lesieur Carl de la Sablière |  | Johannes van Hoolwerff Lambertus Doedes Hendrik Kersken Cornelis van Staveren Gerard de Vries Lentsch Maarten de Wit |  | Clarence Hammar Tore Holm Carl Sandblom John Sandblom Philip Sandblom Wilhelm Törsleff |

## Resultados
Estes foram os resultados da competição:

### Classificação diária

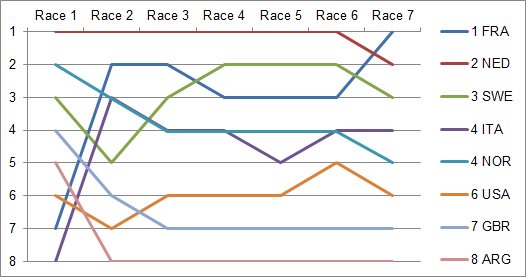
Gráfico mostrando a classificação diária na classe.

### Primeira fase
| Regata 1 | Regata 1           | Regata 1 | Regata 2 | Regata 2           | Regata 2 | Regata 3 | Regata 3           | Regata 3 | Regata 4 | Regata 4           | Regata 4 |
| Pos.     | Nação              | Tempo    | Pos.     | Nação              | Tempo    | Pos.     | Nação              | Tempo    | Pos.     | Nação              | Tempo    |
| -------- | ------------------ | -------- | -------- | ------------------ | -------- | -------- | ------------------ | -------- | -------- | ------------------ | -------- |
| 1        | NED Países Baixos  | 3-53:45  | 1        | FRA França         | 2-33:26  | 1        | NED Países Baixos  | 2-57:14  | 1        | SWE Suécia         | 3-01:23  |
| 2        | NOR Noruega        | 3-56:36  | 2        | ITA Itália         | 2-34:02  | 2        | SWE Suécia         | 2-57:28  | 2        | FRA França         | 3-02:11  |
| 3        | SWE Suécia         | 4-01:41  | 3        | NED Países Baixos  | 2-34:32  | 3        | USA Estados Unidos | 3-08:17  | 3        | NED Países Baixos  | 3-02:45  |
| 4        | GBR Grã-Bretanha   | 4-04:12  | 4        | SWE Suécia         | 2-37:05  | 4        | ARG Argentina      | 3-12:59  | 6        | NOR Noruega        | DNF      |
| 5        | ARG Argentina      | 4-04:42  | 5        | GBR Grã-Bretanha   | 2-41:02  | 6        | ITA Itália         | DNF      | 6        | USA Estados Unidos | DNF      |
| 6        | USA Estados Unidos | 4-10:26  | 6        | USA Estados Unidos | 2-42:54  | 6        | NOR Noruega        | DNF      | 6        | ITA Itália         | DQ       |
| 7        | FRA França         | 4-12:16  | 8        | ARG Argentina      | DNF      | 8        | GBR Grã-Bretanha   | DNS      | 8        | GBR Grã-Bretanha   | DNS      |
| 8        | ITA Itália         |          | 8        | NOR Noruega        | DQ       | 8        | FRA França         | DNS      | 8        | ARG Argentina      | DNS      |

### Segunda fase
| Regata 5 | Regata 5          | Regata 5 | Regata 6 | Regata 6          | Regata 6 | Regata 7 | Regata 7          | Regata 7 |
| Pos.     | Nação             | Tempo    | Pos.     | Nação             | Tempo    | Pos.     | Nação             | Tempo    |
| -------- | ----------------- | -------- | -------- | ----------------- | -------- | -------- | ----------------- | -------- |
| 1        | SWE Suécia        | 2-59:31  | 1        | FRA França        | 3-09:52  | 1        | FRA França        | 2-44:59  |
| 2        | NED Países Baixos | 3-00:50  | 2        | NED Países Baixos | 3-10:27  | 2        | SWE Suécia        | 2-45:45  |
| 3        | NOR Noruega       | 3-03:36  | 3        | ITA Itália        | 3-10:28  | 3        | NED Países Baixos | 2-46:40  |
| 4        | FRA França        | 3-03:37  | 4        | SWE Suécia        | 3-11:47  | 5        | ITA Itália        | DNS      |
| 5        | ITA Itália        | 3-05:45  | 5        | NOR Noruega       | 3-12:39  | 5        | NOR Noruega       | DNS      |

### Classificação final
| Pos.              | Nação              | Embarcação  | Colocações individuais de regata | Colocações individuais de regata | Colocações individuais de regata | Colocações individuais de regata | Colocações individuais de regata | Colocações individuais de regata | Colocações individuais de regata |
| Pos.              | Nação              | Embarcação  | 1R                               | 2R                               | 3R                               | 4R                               | 5R                               | 6R                               | 7R                               |
| ----------------- | ------------------ | ----------- | -------------------------------- | -------------------------------- | -------------------------------- | -------------------------------- | -------------------------------- | -------------------------------- | -------------------------------- |
| Medalha de ouro   | FRA França         | L'Aile VI   | 7                                | 1                                | 8                                | 2                                | 4                                | 1                                | 1                                |
| Medalha de prata  | NED Países Baixos  | Hollandia   | 1                                | 3                                | 1                                | 3                                | 2                                | 2                                | 3                                |
| Medalha de bronze | SWE Suécia         | Sylvia      | 3                                | 4                                | 2                                | 1                                | 1                                | 4                                | 2                                |
| 4                 | ITA Itália         | Bamba       | 8                                | 2                                | 6                                | 6                                | 5                                | 3                                | 5                                |
| 4                 | NOR Noruega        | Noreg       | 2                                | 8                                | 6                                | 6                                | 3                                | 5                                | 5                                |
| 6                 | USA Estados Unidos | Babe        | 6                                | 6                                | 3                                | 6                                | -                                | -                                | -                                |
| 7                 | GBR Grã-Bretanha   | Feo         | 4                                | 5                                | 8                                | 8                                | -                                | -                                | -                                |
| 7                 | ARG Argentina      | Cupidon III | 5                                | 8                                | 4                                | 8                                | -                                | -                                | -                                |